# Ekonomika Rumunska
Rumunsko je rychle se rozvíjející smíšená ekonomika vyššího středního příjmu, s vysokým HDI (Human Development Index) a s kvalifikovanou pracovní silou. HDP v paritě kupní síly (PPP) má hodnotu 516,5 mld. USD, což Rumunsko řadí na 10. místo v Evropské unii a na 41. místo v celosvětovém žebříčku.
Rumunsko je přední destinace pro přímé zahraniční investice ve Střední a Východní Evropě: kumulativní příchozí PZI (přímé zahraniční investice) v zemi od roku 1989 činí více než 170 mld. USD. Rumunsko je největším producentem elektroniky ve Střední a Východní Evropě a v uplynulých 20 letech se také stalo hlavním centrem pro mobilní technologie, informační bezpečnost a související výzkum hardwaru. Země je regionálním lídrem na polích IT a výroby motorových vozidel. Hlavní město Bukurešť je jedno z vedoucích finančních a industriálních center ve Východní Evropě.
Mezi top 10 exportních produktů Rumunska patří vozidla, stroje, chemické zboží, elektronické produkty, elektrická zařízení, farmaceutické produkty, dopravní zařízení, základní kovy, potravinářské produkty, guma a plasty.

## Zaměstnanost, příjmy a výdaje
Přestože v posledních letech dochází k hospodářskému růstu, v zemědělství stále pracuje 30 % obyvatel. V průmyslu pracuje 23 % obyvatel a ve službách celkem 47 % obyvatel. V roce 2008 činily příjmy Rumunska přibližně 64,5 mld. $ a výdaje celkem 71,2 mld. $. Státní dluh tvoří pouze okolo 20 % HDP (např. sousední Maďarsko má dluh okolo 70 % HDP), především díky tomu, že rumunský diktátor Nicolae Ceausescu se snažil splatit obrovské dluhy Rumunska. Rumunsko bývá někdy nazýváno Karpatský tygr, tedy podobně jako asijské ekonomiky.
Některá města se úrovní blíží ke Střední a Západní Evropě, např. Temešvár nebo Bukurešť. Velkými problémy jsou zdravotnictví (staré vybavení), školství (špatná úroveň vzdělání, mimo velkých měst) a doprava (málo dálnic, špatný stav silnic,...).

## Zemědělství
V zemědělství pracuje 26 % obyvatel Rumunska, nicméně tvoří jen asi 4, 3 % HDP země.
Mezi významné zemědělské lokality  patří Bărăganská step, kde se pěstuje zejména kukuřice a tabák. Ve Velkouherské nížině se pěstuje pšenice. Severozápadní část země produkuje mimo jiné cukrovou řepu, slunečnice a brambory. Ke komerční těžbě dřeva dochází v lesích především poblíž Rumunsko-ukrajinských a Rumunsko-moldavských hranic.
Nejdůležitějšími hospodářskými zvířaty jsou pro Rumunsko prasata a skot. V zemi je několik mlékárenských podniků jako třeba  Lactalis nebo Meggle. Na pobřeží Černého moře je rozvinutý rybolov a to hlavně lov makrel, sleďů, sardelí.

## Průmysl
V posledních letech se Rumunsku daří rozvíjet vlastní průmysl. Sektor zaměstnává 26.4 % pracovní síly a vyprodukuje 32 % hrubého domácího produktu (HDP). Mezi nejvýznamnější odvětví se řadí IT průmysl (firma Bitdefender), automobilový průmysl (Dacia), chemický (Rompetrol).

## Automobilový průmysl

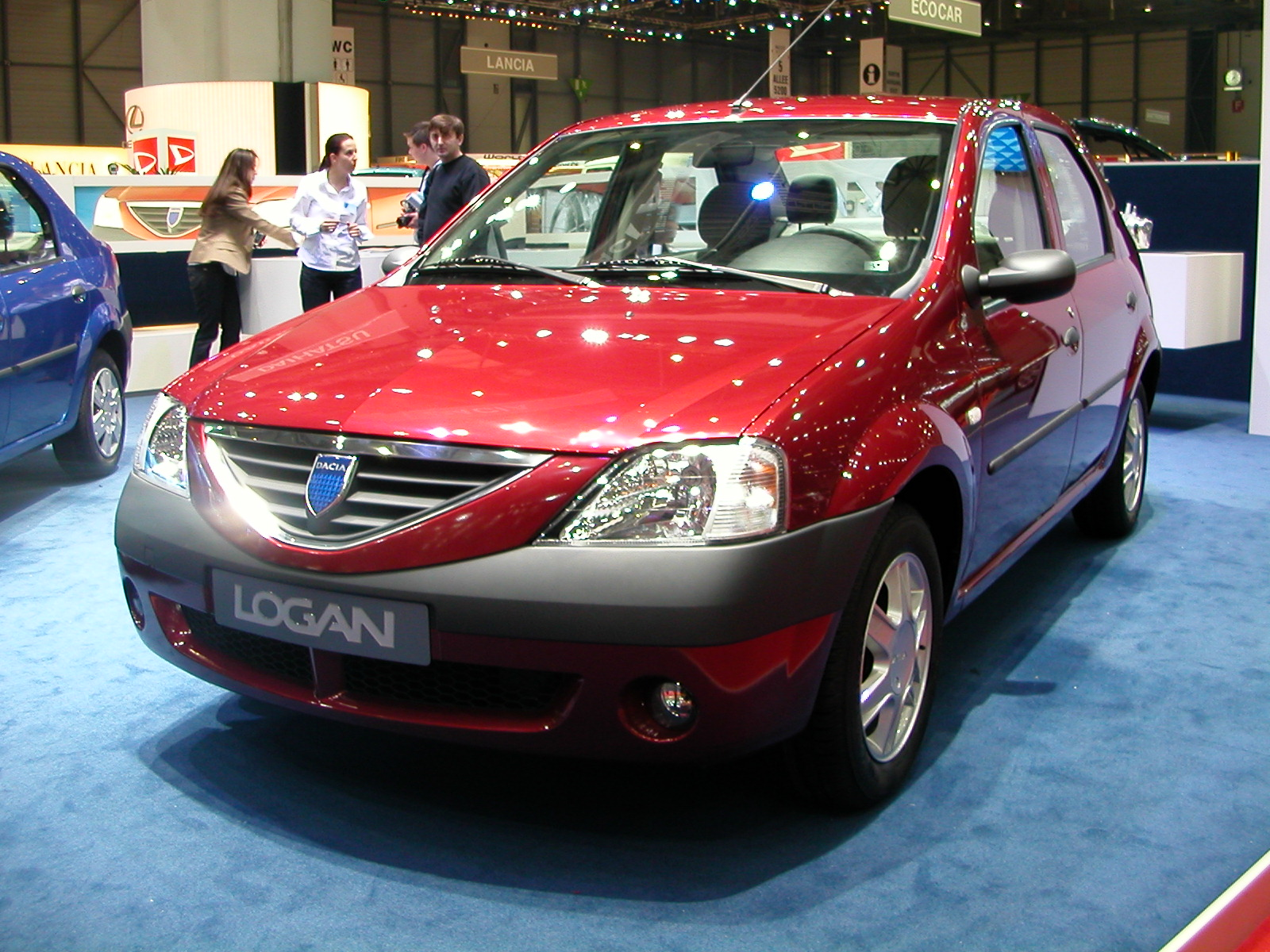
Dacia, nejvýznamnější automobilka v Rumunsku

Rumunsko produkuje automobily a náhradní díly do aut a je v této produkci patrný nárůst během posledních let. V roce 2013 byla produkce 410 tisíc aut, za to v roce 2000 pouze 78 tisíc aut bylo vyrobeno v Německu. Nejvýznamnější automobilkou v Rumunsku je Dacia vlastněná Renaultem. Ve městě Craiova funguje továrna Ford Motor Company.

## Služby
V roce 2003 sektor služeb představoval 55% HDP a zaměstnával 51,3% pracovní síly. Subkomponenty služeb jsou finanční, pronájmové a business aktivity (20,5%), obchod, hotely, restaurace a transport (18%), a ostatní aktivity (21,7%). Sektor služeb v Rumunsku se v posledních letech rozšířil a zaměstnává přibližně 47% Rumunů a představuje mírně více než polovinu HDP.
Největším zaměstnavatelem je prodejní sektor, zaměstnávající téměř 12% obyvatel. Prodejní sektor je primárně koncentrovaný v poměrně malých obchodních řetězcích seskupených v obchodních domech. V posledních letech vedl vzestup velkých obchodů, jako například hypermarkety Cora a Carrefour, k poklesu počtu zaměstnanců v tomto sektoru a k přesunu maloobchodních míst na předměstí.

## Historie

### Před 1. sv. válkou
Ekonomika Rumunska vstoupila do moderní éry Drinopolským mírem (angl. Treatry of Adrianople) v roce 1829, který ukončil nadvládu Turků nad Rumunským územím. Ekonomický růst byl ovlivněn několika historickými milníky, jako byly například: Objevení a průmyslová těžba ropy (1857), politická unie mezi Valašskem a Moldavskem (1859), pozemkové reformy,  přijetí nové vlastní měny- Leu (1867), nezávislost státu (1877), jakož i vybudování rozsáhlé dopravní sítě železnicí a cest Carolem I.

### Meziválečné období
Po rozpadu Rakouska-Uherska a Ruského Impéria (Vznik Ruské SFSR znamenal ztrátu mnoha území, tzn. i mnoha provincií dnešního Rumunska), se k Rumunskému království připojilo poměrně velké území, kde převládalo rumunsky mluvící obyvatelstvo (Transylvánie, Besarábie, Banat, Bukovina). Toto připojení území vytvořilo hranice Rumunska jak je známe dnes a mimo jiné také zapříčinilo změnu ústavy na více demokratickou (z důvodu mnoha reforem), což napomohlo velkému hospodářskému růstu (mezi lety 1923-1938 se zdvojnásobila a to i navzdory velké hospodářské krizi).

### Po 2. sv. válce
Po Druhé světové válce se Rumunsko drží na druhém místě v produkci jídla a ropy. Naleziště se nacházejí jak na zemi, tak i v Černém moři.

Po roce 1945 se území osvobozené Rudou armádou stalo součástí Východního bloku a přešlo po vzoru Sovětského svazu na plánovanou ekonomiku. Vznikla Rumunská socialistická republika. V tomto období Rumunsko zažilo rozsáhlou industrializaci a přestavbu na socialistickou společnost. Hospodářský růst byl v 70. letech 20. století dále podporován zahraničními úvěry, což nakonec vedlo k rostoucímu zahraničnímu dluhu, který dosáhl 11 - 12 miliard dolarů.
Dluh byl do značné míry splacen v 80. letech díky rozsáhlým úsporným opatřením, která připravila rumunské obyvatelstvo o základní spotřební zboží (Podobný nedostatek byl po celém Východním bloku). Před Rumunskou revolucí (1989), mělo Rumunsko HDP asi 800 mil Lei, tj. 53.6 mil. dolarů, z čehož 58% HDP pochází z průmyslu a dalších 15% ze zemědělství. Minimální mzda byla přibližně 2000 Lei, tj. 135 dolarů (3100 Kč).

## Turismus
Rumunsko je populární turistickou destinací s více než 15 miliony domácích i zahraničních turistů ročně. Rumunsko má města velkého kulturního zájmu (Bukurešť, Constanța, Brašov, Temešvár), pláže a přímořské resorty, lyžařská střediska, a dobře zachovalé venkovské regiony ceněné pro svou krásu a klid. Rumunsko je také destinací s mnoha náboženskými poutními místy, které každý rok navštíví několik tisíc návštěvníků.    